# General Services Administration
Die General Services Administration (GSA, „allgemeine Dienstleistungsverwaltung“) ist eine unabhängige Behörde der Bundesregierung der Vereinigten Staaten zur Unterstützung und Verwaltung der verschiedenen Bundesbehörden. Ihr Hauptsitz ist das General Services Administration Building in Washington, D.C. Die GSA wurde am 1. Juli 1949 gegründet.

## Aufgaben
Die GSA versorgt die US-Behörden mit Büros und Büromaterial, Telekommunikationsausstattung und Transportkapazitäten. Zu den Verwaltungsaufgaben gehören auch Planungen zur Kostenminimierung. Sie ist insofern vergleichbar mit dem Bundesverwaltungsamt in Deutschland. Unter dem Dach der GSA finden zudem Verwaltungsdigitalisierungsprogramme statt, beispielsweise die Presidential Innovation Fellows (2012–2016) und die Digitalisierungsagentur 18F.
Die Behörde beschäftigte 2018 11.137 Personen und verfügte im Jahr 2020 über einen Jahresetat von 40,3 Mrd. US-Dollar. Die jährlichen Ausschreibungen hatten 2009 einen finanziellen Umfang von 66 Mrd. US$ und dienen der Verwaltung von Bundeseigentum im Wert von 500 Mrd. US$, das sich vor allem auf 8.600 eigene und geleaste Gebäude und einen Pool von 217.000 Fahrzeugen erstreckte. Der für Immobilien zuständige Public Buildings Service verwaltet unter anderem das Ronald Reagan Building and International Trade Center, das zweitgrößte Gebäude in US-Bundeseigentum nach dem Pentagon.
Bei einem Amtswechsel von einem US-Präsidenten zu einem anderen stellt die GSA dem gewählten zukünftigen Präsidenten einen Brief aus, der ihm und seinem Team das Betreten und Nutzen von Regierungsgebäuden und -büros erlaubt. In den USA gibt es keinen bundesweiten Wahlleiter; dieser Brief kommt einer formalen Erklärung der US-Regierung über den Sieger der Präsidentenwahl gleich.

## Geschichte

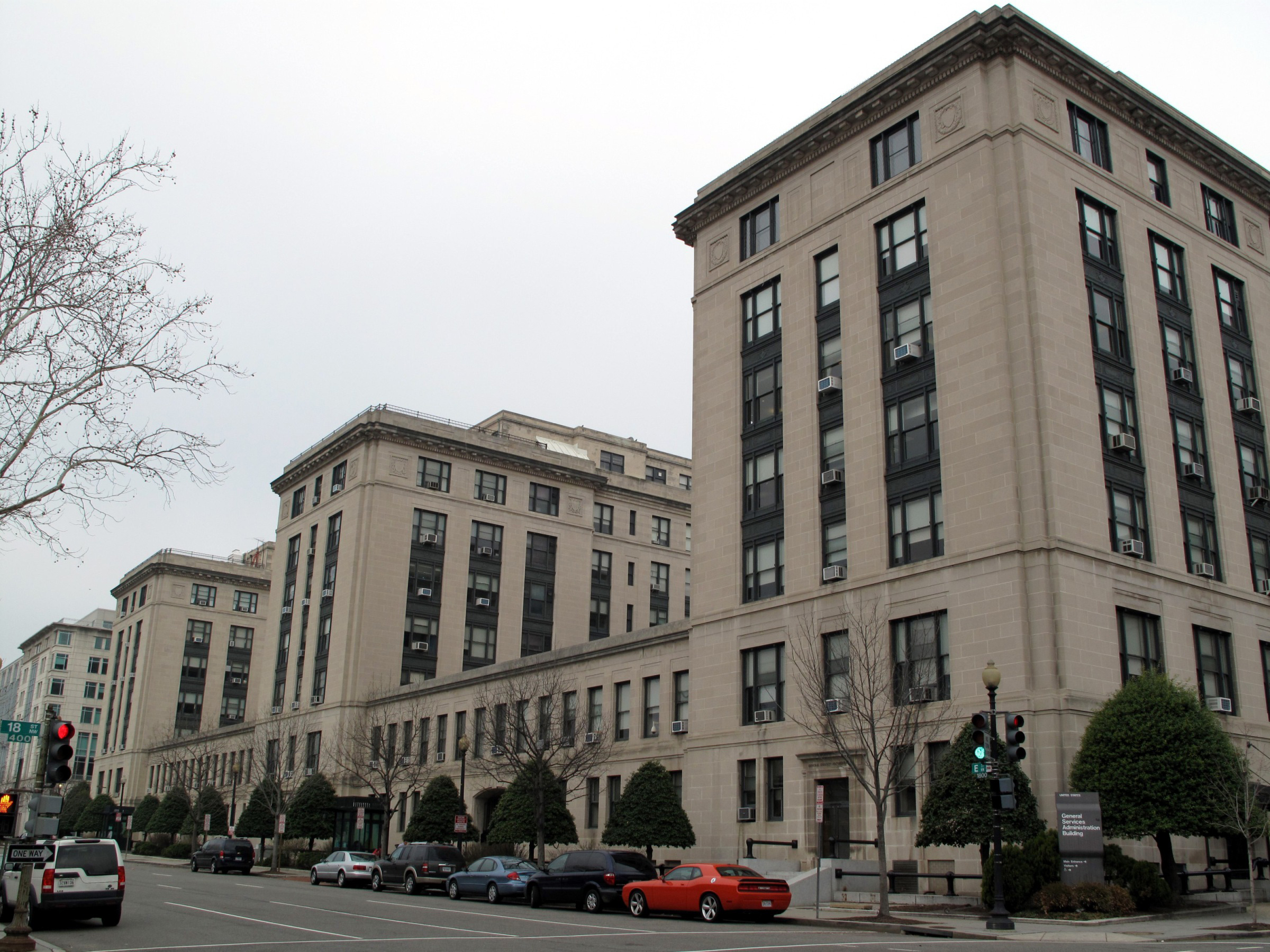
Hauptsitz der Behörde

Die GSA wurde am 1. Juli 1949 auf Vorschlag der Hoover Commission durch den Reorganization Act of 1949 (Public Law 109, 81st Cong., 1st sess.) gegründet.  Am 31. Mai 2006 wurde mit Lurita Doan erstmals eine Frau Behördenleiterin dieser Behörde.
Die Behörde wird in den USA häufig als ineffizient und korrupt kritisiert. So gab die Behörde beispielsweise für eine Mitarbeiterkonferenz mit 300 Gästen im Oktober 2010 in Las Vegas über 820.000 Dollar für Verpflegung, Entertainment und andere Annehmlichkeiten aus. Dies fand nach der Veröffentlichung eines Untersuchungsberichts im April 2012 breite Aufmerksamkeit in der US-Medienlandschaft und wurde sowohl von konservativen als auch liberalen Kommentatoren scharf kritisiert.
Beim Amtswechsel von Donald Trump zu Joe Biden spielt die GSA eine wichtige Rolle. Die Behördenleiterin Emily Murphy hat Biden und seine Vize-Präsidentin Kamala Harris erst am 24. November 2020 als „offensichtliche Sieger der Wahl“ bestätigt. Sie hatte sich vorher geweigert, Biden und seinen Mitarbeitern zur Vorbereitung der Regierungsübernahme den Zugang zu Behördengebäuden, Finanzmitteln und Angestellten zu gewähren.

Siegel der GSA

### Leiter der Behörde
- Jess Larson (3. Juli 1949 – 29. Januar 1953)
- Russell Forbe (geschäftsführend) (10. Februar 1953 – 1. Mai 1953)
- Edmund F. Mansure (2. Mai 1953 – 29. Februar 1956)
- Franklin G. Floete (3. Mai 1956 – 20. Januar 1961)
- John Moore (7. Februar 1961 – 25. November 1961)
- Bernard L. Boutin (27. November 1961 – 30. November 1964)
- Lawson B. Knott Jr. (1. Dezember 1965 – 28. Februar 1969)
- Robert Lowe Kunzig (17. März 1969 – 14. Januar 1972)
- Rod Kreger (geschäftsführend) (17. Januar 1972 – 1. Juni 1972)
- Arthur F. Sampson (2. Juni 1972 – 15. Oktober 1975)
- Jack Eckerd (21. November 1975 – 11. Februar 1977)
- Robert Griffin (geschäftsführend) (15. Februar 1977 – 29. April 1977)
- Jay Solomon (30. April 1977 – 31. März 1979)
- Paul Goulding (geschäftsführend) (1. April 1979 – 29. Juni 1979)
- Rowland G. Freeman III (2. Juli 1979 – 14. Januar 1981)
- Raymond Adam Kline (geschäftsführend) (15. Januar 1981 – 25. Mai 1981)
- Gerald P. Carmen (26. Mai 1981 – 29. Februar 1984)
- Raymond Adam Kline (geschäftsführend) (1. März 1984 – 3. März 1985)
- Dwight Ink (geschäftsführend) (4. März 1985 – 28. Juni 1985)
- Terence Golden (29. Juni 1985 – 18. März 1988)
- Paul Trause (geschäftsführend) (19. März 1988 – 31. März 1988)
- John Alderson (geschäftsführend) (1. April 1988 – 26. September 1988)
- Richard Austin (27. September 1988 – 19. Januar 1993)
- Robert Jones (geschäftsführend) (20. Januar 1993 – 3. Februar 1993)
- Dennis Fischer (geschäftsführend) (4. Februar 1993 – 13. Juni 1993)
- Julia Stasch (geschäftsführend) (13. Juni 1993 – 7. Juli 1993)
- Roger Johnson (8. Juli 1993 – 29. Februar 1996)
- David J. Barram (4. März 1996 – 15. Dezember 2000)
- Thurman Davis (geschäftsführend) (16. Dezember 2000 – 30. Mai 2001)
- Stephen A. Perry (31. Mai 2001 – 31. Oktober 2005)
- David Bibb (geschäftsführend) (1. November 2005 – 30. Mai 2006)
- Lurita A. Doan (31. Mai 2006 – 30. April 2008)
- David Bibb (geschäftsführend) (1. Mai 2008 – 29. August 2008)
- James A. Williams (geschäftsführend) (30. August 2008 – 20. Januar 2009)
- Paul F. Prouty (geschäftsführend) (21. Januar 2009 – 21. Dezember 2009)
- Stephen R. Leeds (geschäftsführend) (22. Dezember 2009 – 6. Februar 2010)
- Martha N. Johnson (7. Februar 2010 – 2. April 2012)
- Daniel M. Tangherlini (geschäftsführend) (3. April 2012 – 4. Juli 2013)
- Daniel M. Tangherlini (5. Juli 2013 – 21. Februar 2015)
- Denise Turner Roth (geschäftsführend) (22. Februar 2015 – 6. August 2015)
- Denise Turner Roth (7. August 2015 – 20. Januar 2017)
- Tim Horne (20. Januar 2017 – 11. Dezember 2017)
- Emily W. Murphy (12. Dezember 2017 – 15. Januar 2021)
- Tim Horne (geschäftsführend) (16. Januar 2021 – 20. Januar 2021)
- Katy Kale (geschäftsführend) (20. Januar 2021 – 2. Juli 2021, seither Stellvertreterin)
- Robin Carnahan (seit 2. Juli 2021)[13]

## Organisation
Der Leiter der Behörde hat die Amtsbezeichnung Administrator of General Services. Dieser wird durch den US-Präsidenten ernannt und vom US-Kongress bestätigt. Seit Ende Januar 2021 hat Katy Kale das Amt inne.
Die GSA besteht aus drei Grunddiensten (National Services):
- Federal Acquisition Service (FAS) – Beschaffungen
- Public Buildings Service (PBS) – Immobilien
- Technology Transformation Service (TTS) – Technologie

Zusätzlich gibt es zwölf so genannte Staff Offices und zwei unabhängige Ämter:
- Office of Government-wide Policy
- Office of the Chief Financial Officer
- Office of Human Resources Management
- Office of the Chief Information Officer
- Office of Administrative Services – Interne Administration der GSA
- Office of Congressional and Intergovernmental Affairs – Berät über Zusammenarbeit mit dem Kongress
- Office of Strategic Communication – Behördenkommunikation der GSA
- Office of Small Business Utilization – Besserer Zugang zu Ausschreibungen der GSA für Kleinunternehmen
- Office of General Counsel – Rechtliche Beratung und Repräsentation
- Office of Civil Rights – Gleichstellung und Nicht-Diskriminierung in Programmen der GSA
- Office of Mission Assurance
- Office of Customer Experience
- Office of Inspector General
- Board of Contract Appeals

Die heute unabhängige National Archives and Records Administration war bis 1985 Teil der GSA.
Für die Sicherung der Liegenschaften des GSA ist die Bundespolizei Federal Protective Service zuständig. Sie tut dies in Zusammenarbeit mit privaten Sicherheitsdiensten. Seit 2014 gibt es eine untergeordnete Behörde mit der Bezeichnung 18F, die für staatliche digitale Dienste zuständig ist.

## Regionen
Die Behörde unterhält je ein Regionalbüro pro GSA-Region.
| Region | Name der GSA-Region     | Sitz           | Zuständig für                                                                               |
| ------ | ----------------------- | -------------- | ------------------------------------------------------------------------------------------- |
| 1      | New England             | Boston         | Connecticut, Maine, Massachusetts, New Hampshire, Rhode Island, Vermont                     |
| 2      | Northeast and Caribbean | New York       | New Jersey, New York, Virgin Islands, Puerto Rico                                           |
| 3      | Mid-Atlantic            | Philadelphia   | Delaware, Maryland, Pennsylvania, Virginia, West Virginia, Europa, Afrika, Mittlerer Osten  |
| 4      | Southeast Sunbelt       | Atlanta        | Alabama, Florida, Georgia, Kentucky, Mississippi, North Carolina, South Carolina, Tennessee |
| 5      | Great Lakes             | Chicago        | Illinois, Indiana, Ohio, Michigan, Minnesota, Wisconsin                                     |
| 6      | Heartland               | Kansas City    | Iowa, Kansas, Missouri, Nebraska                                                            |
| 7      | Greater Southwest       | Fort Worth     | Arkansas, Louisiana, New Mexico, Oklahoma, Texas                                            |
| 8      | Rocky Mountain          | Denver         | Colorado, Montana, North Dakota, South Dakota, Utah, Wyoming                                |
| 9      | Pacific Rim             | San Francisco  | Arizona, Kalifornien, Nevada, Hawaii, Amerikanisch-Samoa, Ostasien, Guam                    |
| 10     | Northwest/Arctic        | Seattle        | Alaska, Idaho, Oregon, Washington State                                                     |
| 11     | National Capital        | Washington, DC | Washington, D.C.                                                                            |

(Stand: 16. Mai 2017)

## Publikationen
- Liste der größten Regierungsauftragnehmer in den Vereinigten Staaten